# Зонеборн (Тирингија)
Зонеборн (њем. Sonneborn) град је у њемачкој савезној држави Тирингија. Једно је од 57 општинских средишта округа Гота. Према процјени из 2010. у граду је живјело 1.273 становника. Посједује регионалну шифру (AGS) 16067063.

## Географски и демографски подаци
Зонеборн се налази у савезној држави Тирингија у округу Гота. Град се налази на надморској висини од 260 метара. Површина општине износи 16,5 km². У самом граду је, према процјени из 2010. године, живјело 1.273 становника. Просјечна густина становништва износи 77 становника/km².

## Међународна сарадња
| Мјесто | Држава    | Врста сарадње | Од    |
| ------ | --------- | ------------- | ----- |
|        | Француска | партнерство   | 1997. |
| Извор  |           |               |       |